# Гарден-Фармс (Каліфорнія)
Гарден-Фармс (англ. Garden Farms) — переписна місцевість (CDP) в США, в окрузі Сан-Луїс-Обіспо штату Каліфорнія. Населення — 449 осіб (2020).

## Географія
Гарден-Фармс розташований за координатами 35°24′57″ пн. ш. 120°36′51″ зх. д. / 35.41583° пн. ш. 120.61417° зх. д. (35.415782, -120.614034).  За даними Бюро перепису населення США в 2010 році переписна місцевість мала площу 2,83 км², уся площа — суходіл.

## Демографія
Згідно з переписом 2010 року, у переписній місцевості мешкало 386 осіб у 159 домогосподарствах у складі 107 родин. Густота населення становила 136 осіб/км².  Було 169 помешкань (60/км²).
Расовий склад населення:
| - 90,2 % — білих - 1,3 % — азіатів - 0,5 % — корінних американців - 0,5 % — чорних або афроамериканців - 5,4 % — осіб інших рас |

До двох чи більше рас належало 2,1 %. Частка іспаномовних становила 10,4 % від усіх жителів.
За віковим діапазоном населення розподілялося таким чином: 20,7 % — особи молодші 18 років, 67,4 % — особи у віці 18—64 років, 11,9 % — особи у віці 65 років та старші. Медіана віку мешканця становила 45,7 року. На 100 осіб жіночої статі у переписній місцевості припадало 88,3 чоловіків;  на 100 жінок у віці від 18 років та старших — 101,3 чоловіків також старших 18 років.
Середній дохід на одне домашнє господарство  становив 110 484 долари США (медіана — 76 488), а середній дохід на одну сім'ю — 107 742 долари (медіана — 76 488). За межею бідності перебувало 34,3 % осіб, у тому числі 100,0 % дітей у віці до 18 років та 0,0 % осіб у віці 65 років та старших.
Цивільне працевлаштоване населення становило 128 осіб. Основні галузі зайнятості: освіта, охорона здоров'я та соціальна допомога — 43,0 %, будівництво — 18,8 %, транспорт — 14,8 %, науковці, спеціалісти, менеджери — 13,3 %.